# José Cano López
José Cano López, meglio conosciuto come Canito (Llavorsí, 23 aprile 1956 – La Pobla de Montornès, 25 novembre 2000), è stato un calciatore spagnolo, di ruolo centrocampista.

## Carriera

### Club
Durante la sua carriera ha giocato con numerose squadre di club, tra cui principalmente l'Espanyol, con cui conta 74 presenze e 8 reti.

### Nazionale
Conta una presenza con la Nazionale spagnola.